# Posztnagybányai stílus

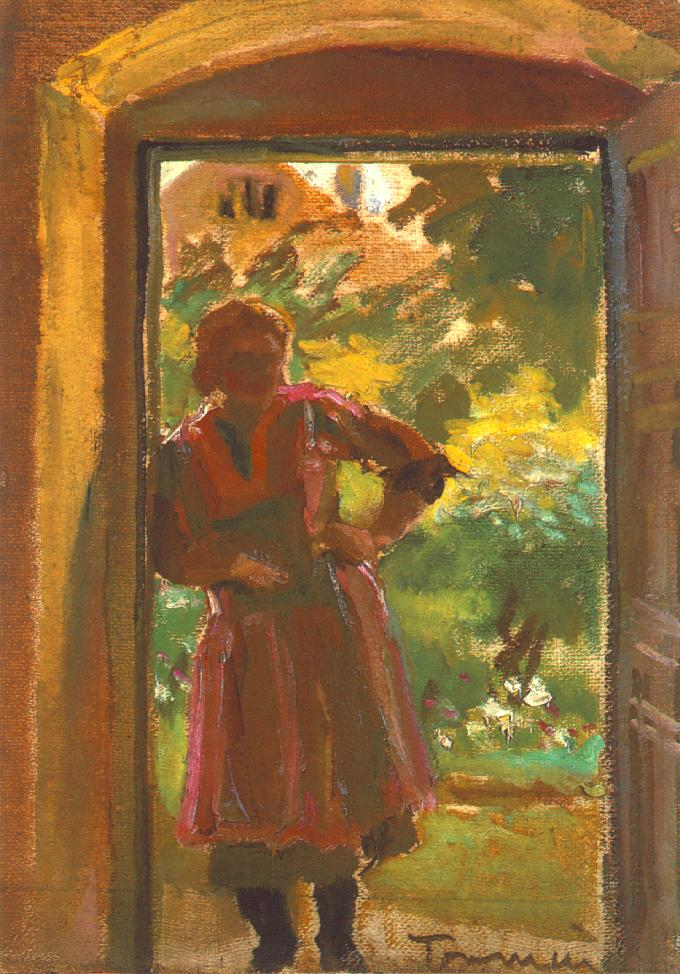
Tornyai János: Ajtóban álló nő (1933-34)

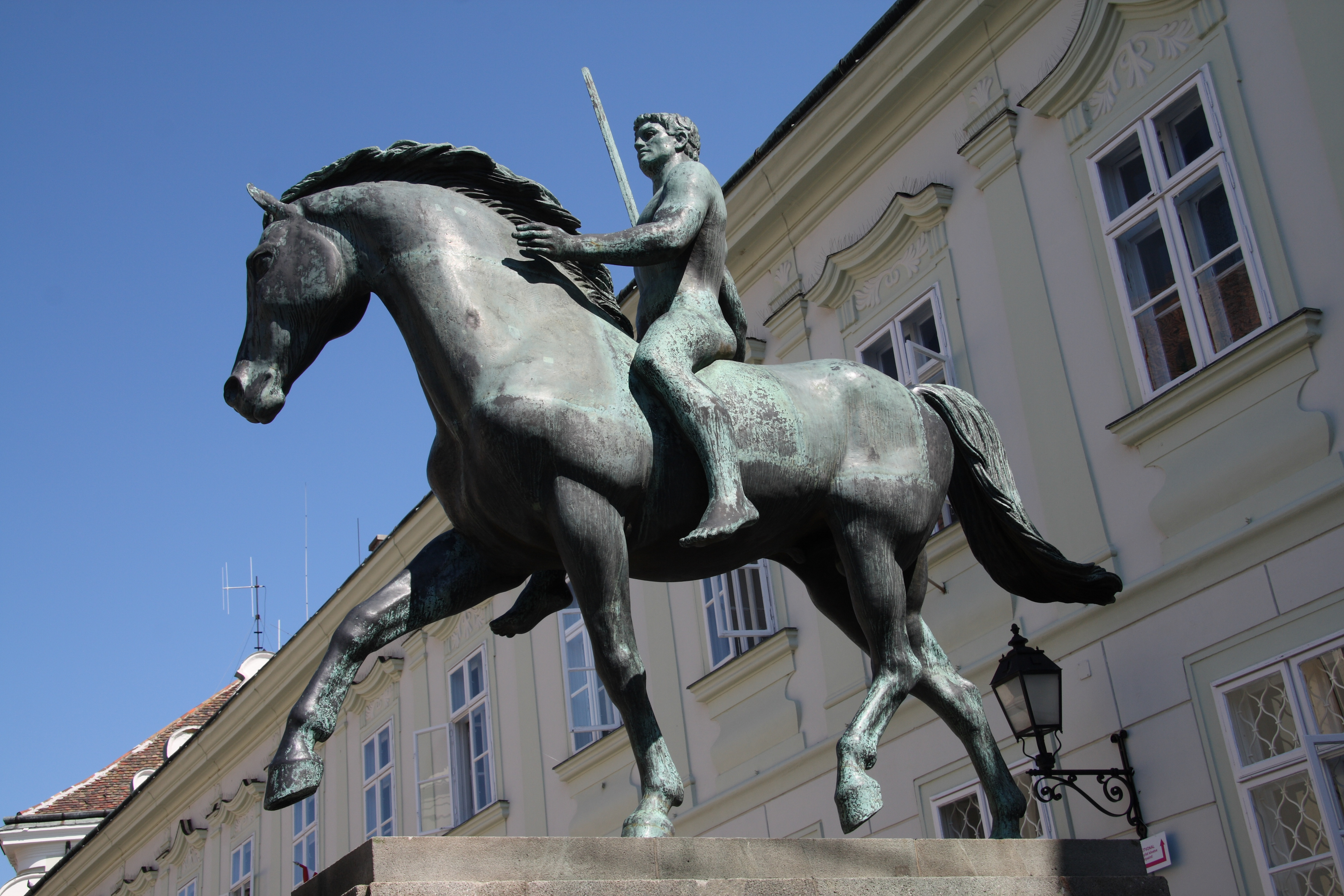
Tízes huszárok emlékműve Székesfehérváron, Pátzay Pál 1939-es alkotása

A posztnagybányai stílus vagy posztnagybányai iskola a nagybányai hagyományok folytatását és újjáélesztését az 1930-as években szorgalmazó, a törzshelyük, a Gresham kávéház után elnevezett Gresham-kör tevékenységéhez kötődő képzőművészeti stílus. A Szinyei Merse Pál Társasággal és az alföldi festőkkel kiegészült kezdeményezés révén mind a mai napig hat a nagybányai és a posztnagybányai stílus, mely lényegében a magyar tradíciók folytonosságát, végső soron a leendő művészek és a mindenkori közönség tradicionális képzőművészeti alapismereteinek oktatását, ismeretét jelenti.

## Története
A természet és az emberi érzelmek egységét, a szabadban való festést (plein air) hozta a nagybányai művésztelep a magyar képzőművészetbe. Trianon után, a két világháború közt, az új országhatárokon belül is folytatódott a nagybányai hagyomány, egyre inkább magába olvasztva a modern nyugati stílusirányzatok hatásait.
Ezt nevezzük posztnagybányai stílusnak, leginkább a Szinyei Merse Pál Társaság, az alföldi festők és a Gresham-kör tett sokat a két világháború közt a nagybányai iskola hagyományainak újjáélesztéséért. A Gresham-kör az impresszionizmus és a posztimpresszionizmus (egyéb, általuk szélsőségesnek tartott irányzatokat elvetve) elveire támaszkodva a lírai festészetet, a figurális ábrázolást, a klasszikus tradíciókat, az emberi és a művészeti értékek megőrzését szorgalmazta. Szellemi vezetőjük Bernáth Aurél volt, minden héten a Gresham-palota kávéházában jöttek össze.
A Gresham-kör nem nevezhető igazán művészeti csoportosulásnak, de szellemiségét tekintve a posztnagybányai iskolát képviseli. Jeles képzőművészek, művészettörténészek, művészetkritikusok, műgyűjtők kapcsolódtak a körbe. Néhányan közülük, művészek: Egry József, Ferenczy Béni, Berény Róbert, művészettörténészek: Petrovics Elek, Genthon István, művészetkritikus: Rózsa Miklós, műgyűjtők: Fruchter Lajos és Szilágyi Sándor. A Gresham-kör befolyása, szerepe jelentékeny volt a két világháború közt Magyarország képzőművészeti életében.

## A Gresham-kör művészei betűrendben (válogatás)
- Bernáth Aurél
- Berény Róbert
- Egry József
- Farkas István
- Ferenczy Béni
- Márffy Ödön
- Pátzay Pál
- Szőnyi István
- Vilt Tibor